# Lotta Schelin
Charlotta Eva "Lotta" Schelin (født 27. februar 1984) er en svensk professionel fodboldspiller, som spiller som angriber for FC Rosengård i Damallsvenskan. Hun er også en del af Sveriges kvindefodboldlandshold, hvor hun fik sin debut i marts 2004.

## Landsholdskarriere
Schelin har repræsenteret sit land til EM i fodbold for kvinder i 2005, 2009 og 2013 og i VM i fodbold for kvinder i 2007, 2011 og 2015. Hun har også spillet med i kvindernes fodboldturnering under de Olympiske sommerlege i 2004, 2008, 2012 og 2016.
I oktober 2012 blev hun sammen med Caroline Seger anfører for landsholdet. I oktober 2014 blev Schelin Sveriges topscorer gennem alle tider, da hun scorede sit landsholdsmål nummer 73 for Sverige i en venskabskamp mod Tyskland.